# Берил Маркем
Берил Маркем (англ. Beryl Markham, уроджена Клаттербак, 26 жовтня 1902 — 3 серпня 1986) — кенійська авіаторка британського походження (одна з перших буш-пілотів), авантюристка, тренерка скакових коней і письменниця. Перша жінка, що здійснила одиничний переліт через Атлантику зі сходу на захід. Вона написала про свої пригоди у мемуарах під назвою West with the Night.

## Ранні роки
Маркем народилася у селі Ашвелл, у графстві Ратленд, Англія, у сім'ї Чарльза Болдвіна Клаттербака, досвідченого дресирувальника, і Клари Агнес (уродженої Александер) Клаттербак (1878–1952). У неї був старший брат, Річард Александер «Діккі» Клаттербак (1900–1927). Коли їй було чотири роки, батько перевіз сім'ю в Кенію, яка була тоді колоніальною Британською Східною Африкою. Він купив ферму в Ньоро недалеко від Великої рифтової долини, і працював на Г'ю Чамлі. Хоча її матері не сподобалася ізоляція на фермі й вона негайно повернулася в Англію, Маркем залишилася з батьком в Кенії, де все дитинство вчилася, грала і полювала з місцевими дітьми. Пізніше, після того, як обидві жінки провели певний час в Англії, Маркем і її мати, тепер Кіркпатрік, повернулися в Кенію і жили неподалік, у невеликій спільноті експатів. Маркем познайомилася з двома зведеними братами, але не до кінця пробачила матері.
На родинній фермі вона поглиблювала знання і любов до коней. У 18 років вона стала першою ліцензованою жінкою-тренером коней в Африці й швидко стала успішною та відомою фігурою серед фанатів перегонів у Кенії. Підготувала шість переможців Дербі Кенії.
Маркем була підприємливою, самостійнодумною і красивою, нею захоплювалися й описували як нонконформістку навіть як для колонії, відомої своїми ексцентриками. Вона тричі була у шлюбі, взявши прізвище Маркем від другого чоловіка, заможного Менсфілда Маркема, з яким у неї був син, Жервез. Відомо про її роман з принцом Генрі, герцогом Глостером, сином Георга V, у 1929 році, який Віндзори нібито насильно припинили. У неї також був роман з Г'юбертом Броадом, якого Менсфілд Маркем згодом висунув співвідповідачем під час свого розлучення з Берил у 1937 році. Після перетину Атлантики, вона повернулася, щоб бути з Броадом, котрий мав великий вплив на її льотну кар'єру.
Вона подружилася з данською письменницею Карен Бліксен у той час, коли баронеса Бліксен керувала сімейною кавовою фермою на височині Нгонг поблизу Найробі. Коли романтичні стосунки Бліксен з мисливцем і пілотом Денисом Фінчем Гаттоном пішли на спад, Маркем сама почала з ним роман. Він запросив її політати над мисливськими угіддями (цей політ виявився його останнім), Маркем нібито відмовилася через передчуття її інструктора, британського пілота Тома Кемпбелла Блека.
Завдяки тренуванням під керівництвом Тома Кемпбелла Блека, Маркем серйозно взялася за польоти. Певний час вона працювала буш-пілотом, видивляючись мисливських тварин з повітря та сигналізуючи учасникам сафарі на землі про їхнє положення. Вона також спілкувалася з горезвісним «клубом Щасливої долини», групою здебільшого британських аристократів, відомих своїм гедоністичним способом життя.

## Рекордний політ

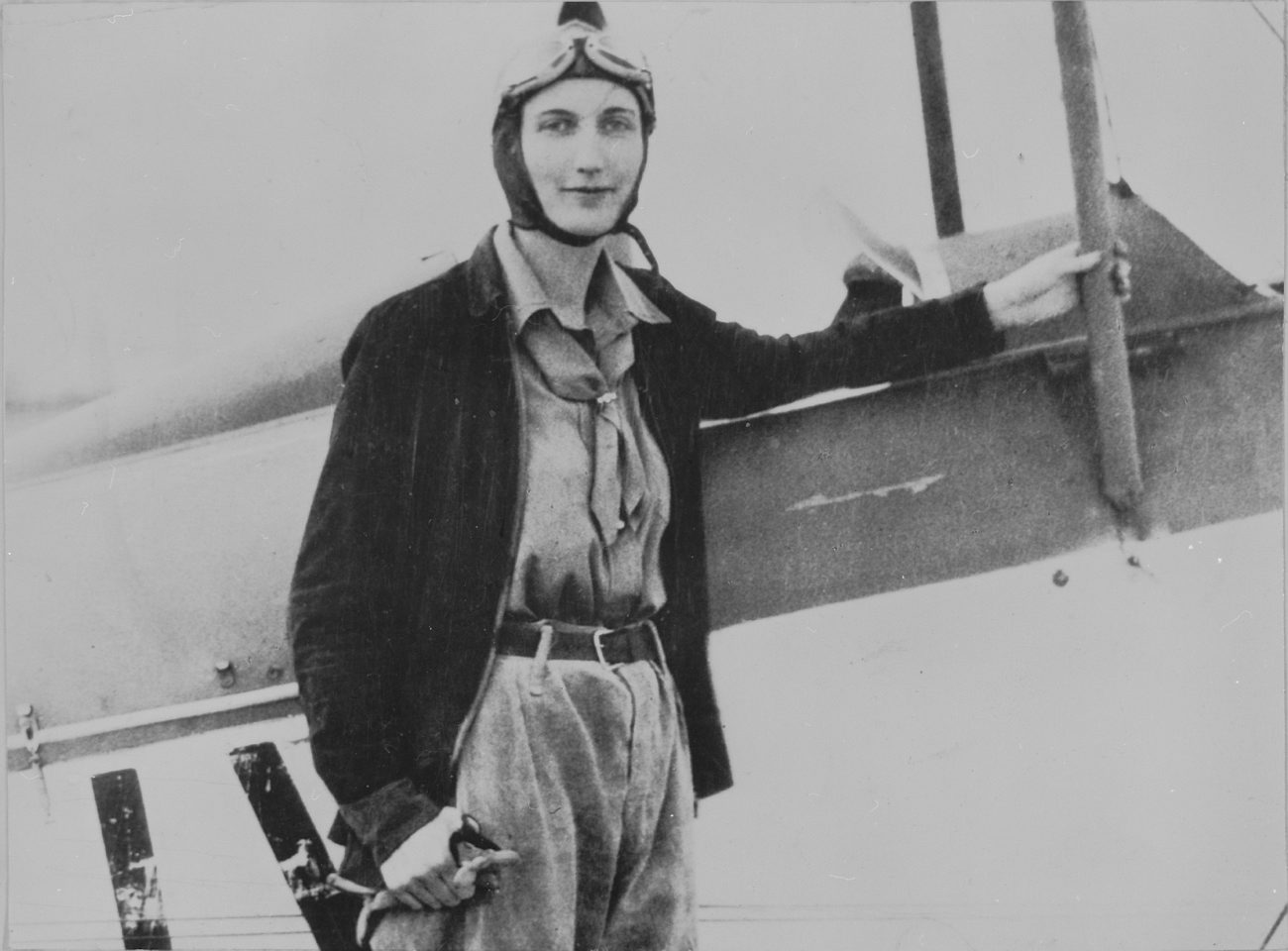
Берил Маркем, близько 1930.

Маркем стала першою людиною, яка успішно перелетіла Атлантику зі сходу на захід без зупинки. Сильний зустрічний вітер зробив подорож на захід більш важкою, ніж польоти Чарльза Ліндберга й Амалії Ергарт на схід.
Коли Маркем вирішила взятися за перетин Атлантики, жоден пілот ще не літав без зупинок з Європи до Нью-Йорка і жодна жінка не літала в західному напрямку самостійно, хоча декілька загинули при спробі. Маркем сподівалася зробити обидва рекорди. 4 вересня 1936 року вона вилетіла з Ебінгдона, Англія. Після 20-годинного перельоту її літак Percival Vega Gull на ім'я The Messenger («Посланець») зазнав паливного голоду через обмерзання вентиляційних отворів паливного бака, і вона здійснила аварійну посадку в бухті Бален на острові Кейп-Бретон, Нова Шотландія, Канада. Вона стала першою людиною, щоб здійснила переліт з Англії в Північну Америку зі сходу на захід без зупинки. Її вшановували як піонера авіації.
Маркем задокументувала свої численні пригоди у мемуарах під назвою West with the Night («На Захід, із ніччю»), опублікованих у 1942 році. Попри хороші відгуки в пресі, книга продавалася посередньо, а потім швидко вийшла з друку. Проживши багато років у США, Маркем повернулася до Кенії в 1952 році, ставши на якийсь час найуспішнішим дресирувальником коней в країні.

## Повторне відкриття
Мемуари Маркем залишалися майже невідомими до 1982 року, коли каліфорнійський ресторатор Джордж Ґутекунст прочитав збірку листів Ернеста Гемінґвея, де містився зокрема той, в якому Гемінгвей щедро хвалить письмо Маркем (якщо не її саму): 
|  | Чи ви читали книжку Берил Маркем, «На Захід, із ніччю»? …Вона написана так добре, так неймовірно добре, що мені геть соромно за себе як автора. Я почувався так, наче просто тесляр слів, який бере те, що привезли, і збиває цвяхами, часом отримуючи прийнятну писанину. Але ця дівчина, котра, наскільки я знаю, вельми неприємна і, можна навіть сказати, порядна сучка, може дати фори усім нам, що вважають себе за письменників … це справді з біса чудова книжка. Оригінальний текст (англ.) ["Did you read Beryl Markham's book, West with the Night? ...She has written so well, and marvelously well, that I was completely ashamed of myself as a writer. I felt that I was simply a carpenter with words, picking up whatever was furnished on the job and nailing them together and sometimes making an okay pig pen. But this girl, who is to my knowledge very unpleasant and we might even say a high-grade bitch, can write rings around all of us who consider ourselves as writers ... it really is a bloody wonderful book."] Помилка: [undefined] Помилка: {{Lang}}: немає тексту (допомога): текст вже має курсивний шрифт (допомога) |

 Заінтригований, Ґутекунст прочитав «На Захід, з ніччю» і в захваті від прози Маркем переконав каліфорнійське видавництво North Point Press перевидати книгу в 1983 році. Перевидання книги вплинуло на життя вісімдесятирічної Маркем, яку почали шанувати не лише як пілота, але й чудову письменницю.
Коли кореспондент AP East Africa Баррі Шлахтер знайшов Маркем у Кенії, вона жила в злиднях. Її саме жорстоко побили під час пограбування її будинку неподалік іподрому в Найробі, де вона продовжувала тренувати чистокровних коней. Досі її підтримували друзі та власники коней, яких вона тренувала. Успіх перевидання «На Захід, з ніччю» забезпечив Маркем достатній дохід, щоб дожити життя у відносному комфорті. Книга стала несподіваним бестселером завдяки показаному в 1986 році документальному фільму про життя Маркем, World Without Walls: Beryl Markham's African Memoir («Світ без стін: Африканські мемуари Берил Маркем»), який створили Ґутекунст, Шлахтер, Джоан Саффа, Стівен Талбот і Джуді Фленнері спільно з KQED-TV у Сан-Франциско. Ґутекунст і Шлахтер звернулися до телецентру для спільної праці над фільмом, режисером став Ендрю Максвелл-Гіслоп. Британська актриса Діана Квік зачитувала уривки з мемуарів Маркем, Шлахтер вів інтерв'ю, кореспондент CNN Africa Ґері Штрікер займався зйомкою.
Маркем померла у Найробі в 1986 році. Її оповідання були посмертно видані у збірці The Splendid Outcast, з передмовою Мері С. Ловелл. Казку із «На Захід, із ніччю» було проілюстровано Доном Брауном і видано, як дитячу книжку під назвою The Good Lion («Хороший лев»). У 1988 році на каналі CBS вийшов біографічний мінісеріал, Beryl Markham: A Shadow on the Sun («Берил Маркем: Тінь на Сонці»), зі Стефані Паверс у головній ролі.

## Закиди щодо авторства
Критики підносили питання про те, чи Маркем була справжнім або ж єдиним автором «На Захід, із ніччю», коли її колишній чоловік висловив претензії на книгу. Однак існує достатньо доказів, які підтверджують, що вона є єдиним автором; питання було знято завдяки копіям рукопису, надісланого її редакторові, до зустрічі Берил з її колишнім чоловіком.
Авторка Мері С. Ловелл відвідала Маркем в Найробі незадовго до її смерті й зробила докладне інтерв'ю, готуючись до видання біографії Маркем, Straight On Till Morning («Уперед до ранку», 1987). З її дослідження, Ловелл зробила висновок, що Маркем була єдиним автором книги, хоча Шумахер вніс деякі зміни в рукопис. Натомість Ловелл припускає, що Антуан де Сент-Екзюпері, можливо, надихнув ясну, витончену мову Маркем і стиль її прози.

## У популярній культурі
- В екранізації мемуарів Бліксен, «З Африки» (1985), Маркем представлена як затята, вершниця-шибайголова, на ім'я Фелісіті.
- документальний фільм на громадському телебаченні США «Світ без стін: Африканські мемуари Берил Маркем» (1986), над яким працювали Ґутекунст, Шлахтер, Джоан Саффа, Стівен Толбот і Джуді Фленнері спільно з KQED-TV.
- телефільм «Берил Маркем: Тінь на сонці» зі Стефані Паверс в головній ролі (1988)
- У серіалі BBC-TV Heat of the Sun[en] («Тепло сонця», 1998), дія якого відбувається у 1930-их в Кенії, ля персонаж Емма Фітцджеральд, незалежна авіаторка, яку зіграла Сюзанна Гаркер[en], очевидно створений за зразком Маркем.
- Роман Поли Маклейн про життя Маркем, Circling the Sun (2015; українською «Леді Африка. Жінка, яка підкорила небо», 2016, ISBN 9786177279890).

## Спадщина і вшанування
Міжнародний астрономічний союз назвав на її честь кратер Маркем на Венері.